# The Definition of X: Pick of the Litter
The Definition of X: Pick of the Litter ist ein Greatest-Hits-Album des US-amerikanischen Rappers DMX. Es erschien am 12. Juni 2007 über die Labels Ruff Ryders Entertainment und Def Jam Recordings als Standard- und Limited-Edition, inklusive DVD.

## Inhalt
Die für das Album ausgewählten Lieder stammen von den ersten fünf Studioalben des Rappers. So sind mit sechs Titeln die meisten Stücke vom dritten Album … And Then There Was X enthalten, während fünf Songs dem Debütalbum It’s Dark and Hell Is Hot entnommen wurden. Vier Tracks stammen vom zweiten Album Flesh of My Flesh, Blood of My Blood, während drei Lieder vom fünften Album Grand Champ und zwei Titel vom vierten Album The Great Depression enthalten sind.
Die DVD der Limited-Edition beinhaltet zudem acht Musikvideos.

## Produktion
Sechs Lieder des Albums wurden von dem Musikproduzent Swizz Beatz produziert, während PK, Black Key und DJ Shok jeweils zwei Beats beisteuerten. Je ein Instrumental stammt von Dame Grease, Irv Gotti, Tuneheadz, Nokio, Self Service, Shatek und Self Service.

## Covergestaltung
Das Albumcover ist in Schwarz-weiß gehalten und zeigt DMX, der den Betrachter anblickt. Links oben im Bild stehen die weißen Schriftzüge DMX und The Definition of sowie ein rotes X. Im Vordergrund befindet sich ein Siegel mit dem Schriftzug Pick of the Litter.

## Gastbeiträge
Auf vier Liedern des Albums sind neben DMX andere Künstler vertreten. So hat der Rapper Sheek Louch einen Gastauftritt im Song Get at Me Dog, während auf What These Bitches Want der Sänger Sisqó zu hören ist. Der Track Blackout ist eine Kollaboration mit dem Rapper Jay-Z sowie der Rapgruppe The LOX, und auf No Love 4 Me wird DMX von dem Rapper Drag-On und Swizz Beatz unterstützt.

## Titelliste
| #  | Titel                   | Gastmusiker          | Produzent               | Länge | Album                                                         |
| -- | ----------------------- | -------------------- | ----------------------- | ----- | ------------------------------------------------------------- |
| 1  | Prayer III              |                      |                         | 1:59  | … And Then There Was X                                        |
| 2  | Ruff Ryders’ Anthem     |                      | Swizz Beatz             | 3:32  | It’s Dark and Hell Is Hot                                     |
| 3  | Get at Me Dog           | Sheek Louch          | Dame Grease             | 3:07  | It’s Dark and Hell Is Hot                                     |
| 4  | Stop Being Greedy       |                      | PK                      | 3:38  | It’s Dark and Hell Is Hot                                     |
| 5  | How’s It Going Down     |                      | PK                      | 4:05  | It’s Dark and Hell Is Hot                                     |
| 6  | What These Bitches Want | Sisqó                | Nokio                   | 4:15  | … And Then There Was X                                        |
| 7  | Blackout                | Jay-Z, The LOX       | Swizz Beatz             | 4:55  | Flesh of My Flesh, Blood of My Blood                          |
| 8  | What’s My Name?         |                      | Self Service, Irv Gotti | 3:54  | … And Then There Was X                                        |
| 9  | Where the Hood At       |                      | Tuneheadz               | 4:48  | Grand Champ                                                   |
| 10 | Party Up (Up in Here)   |                      | Swizz Beatz             | 4:43  | … And Then There Was X                                        |
| 11 | X Gon’ Give It to Ya    |                      | Shatek                  | 3:39  | Grand Champ (International Version) / Born 2 Die (Soundtrack) |
| 12 | It’s All Good           |                      | Swizz Beatz             | 4:20  | Flesh of My Flesh, Blood of My Blood                          |
| 13 | Who We Be               |                      | Black Key               | 4:50  | The Great Depression                                          |
| 14 | The Rain                |                      | DJ Scratch              | 3:30  | Grand Champ                                                   |
| 15 | Here We Go Again        |                      | DJ Shok                 | 3:55  | … And Then There Was X                                        |
| 16 | No Love 4 Me            | Swizz Beatz, Drag-On | Swizz Beatz             | 4:01  | Flesh of My Flesh, Blood of My Blood                          |
| 17 | We Right Here           |                      | Black Key               | 4:31  | The Great Depression                                          |
| 18 | One More Road to Cross  |                      | Swizz Beatz             | 4:20  | … And Then There Was X                                        |
| 19 | Slippin’                |                      | DJ Shok                 | 5:06  | Flesh of My Flesh, Blood of My Blood                          |
| 20 | Prayer (Skit)           |                      |                         | 2:33  | It’s Dark and Hell Is Hot                                     |

Bonus-DVD der Limited-Edition
| # | Titel                          |
| - | ------------------------------ |
| 1 | Who We Be (Video)              |
| 2 | Where the Hood At (Video)      |
| 3 | Stop Being Greedy (Video)      |
| 4 | Get at Me Dog (Video)          |
| 5 | Ruff Ryders’ Anthem (Video)    |
| 6 | Slippin’ (Video)               |
| 7 | What Y’all Really Want (Video) |
| 8 | Party Up (Video)               |

## Chartplatzierungen
| Professionelle Bewertungen | Professionelle Bewertungen |
| -------------------------- | -------------------------- |
| Kritiken                   |                            |
| Quelle                     | Bewertung                  |
| allmusic                   | [ 3 ]                      |

The Definition of X: Pick of the Litter stieg am 30. Juni 2007 auf Platz 26 in die US-amerikanischen Charts ein und konnte sich acht Wochen in den Top 200 halten. In Deutschland verpasste der Tonträger dagegen die Charts.